# David Roberts (atleta)
David Roberts (Estados Unidos, 23 de julio de 1951) es un atleta estadounidense retirado, especializado en la prueba de salto con pértiga en la que llegó a ser medallista de bronce olímpico en 1976.

## Carrera deportiva
En los JJ. OO. de Montreal 1976 ganó la medalla de bronce en el salto con pértiga, con un salto por encima de 5.50 metros, siendo superado por el polaco Tadeusz Ślusarski (oro) y el finlandés Antti Kalliomäki (plata), ambos también con 5.50 metros pero en menos intentos.